# Bungeespringen

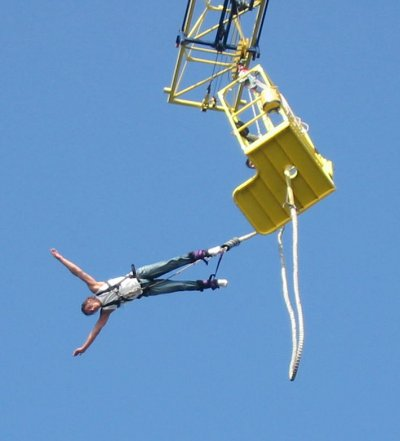
Absprung von einem Kran

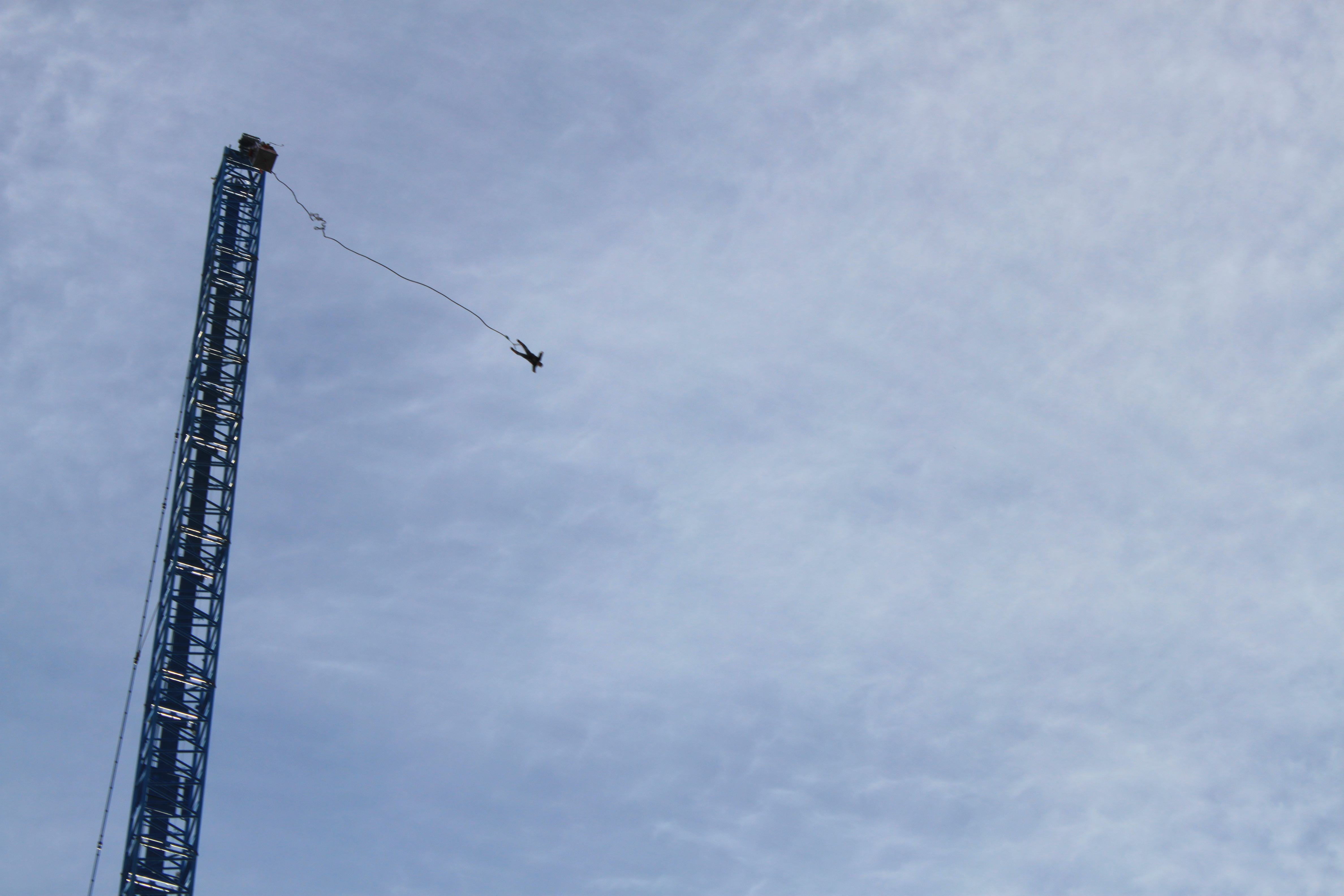
Sprung vom welthöchsten Bungeekran aus 192 Meter Höhe über dem Heldenplatz.

Die Begriffe Bungeespringen oder Bungee-Springen, Bungeejumping oder Bungee-Jumping (von englisch bungee beziehungsweise bungy „Gurt“, „Seil“ und (to) jump „springen“) bezeichnen eine moderne Extremsportart, bei der man von einem hohen Bauwerk kopfüber in die Tiefe springt. Der freie Fall wird von einem Gummiseil, das am Körper des Springers und der Absprungplattform befestigt ist, über dem Untergrund abgebremst. Die Länge des Gummiseils wird dem Körpergewicht des Springers angepasst. Durch die Elastizität des Seils wird der Springer mehrfach nach oben zurückgefedert und pendelt schließlich aus. Als Absprungplattformen werden vorhandene Bauwerke wie Brücken oder Türme oder eigens hierfür aufgestellte Krane genutzt.

## Geschichte
Die Ursprünge des Extremsports gehen auf die Lianenspringer von Pentecost in Vanuatu zurück. Im Jahr 1972 nahm Elisabeth II. als damaliges Mit-Staatsoberhaupt des Kondominiums Neue Hebriden, aus dem 1980 Vanuatu hervorging, an einer Zeremonie teil, bei der ein Springer zu Tode kam.
Von diesem Ritual fasziniert, experimentierte der Oxford University Dangerous Sports Club in den 1970er Jahren mit Gummibändern, die das Springen ungefährlicher und somit auch für westliche Waghalsige möglich machen sollten. Am 1. April 1979 sprangen vier Klubmitglieder von der 250 ft (rd. 76 m) hohen Clifton Suspension Bridge in Bristol und führten so die ersten modernen Bungeesprünge aus. Die Springer, darunter David Kirke (1945–2023), wurden zeitweise festgenommen. Sie konnten das Konzept des Bungeespringens jedoch durch weitere Sprünge in den USA von der Golden Gate Bridge und der Royal Gorge Bridge etablieren.
Der Neuseeländer A. J. Hackett testete mit dem Sprung von der Greenhithe Bridge 1986 erfolgreich das elastische Gummiseil, das eigens für den Sprung in die Tiefe konzipiert wurde. Im Mai 1987 folgte der berühmte Sprung vom Eiffelturm in Paris. Hackett bot danach kommerzielle Sprünge auf der Südinsel Neuseelands an. Standorte waren die Kawarau-Bridge und die Skippers Canyon Bridge.
Im deutschsprachigen Raum machte diesen Extremsport im Wesentlichen der deutsche Stuntman Jochen Schweizer populär.

## Sinngebung

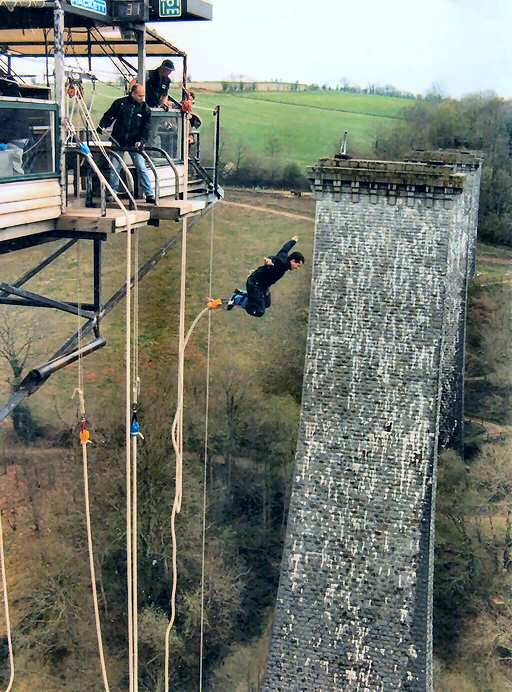
Bungeesprung in der Normandie

Meist wird Bungeespringen auf der Suche nach dem „ultimativen Kick“, bisweilen auch als Methode zur Überwindung eigener Ängste (vor allem der Höhenangst) praktiziert. Bei Warwitz findet sich die detaillierte Darstellung der seelischen Abläufe im Angst-Lust-Gefüge eines Menschen, der sich zum ersten Mal einem Bungeesprung stellt: Der Bungeespringer baut mit dem Entschluss zu dem Wagnis und der Auffahrt zum Absprungpunkt eine Erregungsspitze auf, die sich mit der Durchführung des Fallenlassens und dem Sturz in die Tiefe in einem Kick-Erleben spontan auflöst. Der Kick ist in der Regel mit hohen Lustgefühlen verbunden.

## Physik des Bungees
Die erste Phase des Sprungs ist der freie Fall, in der das Seil locker am Fußgelenk hängt und die so weit hinunterführt, wie das Seil auch ohne Springer hängen würde. Ab diesem Punkt dehnt sich das Seil und bremst den Springer ab. Die Länge des ungedehnten Seils wird so berechnet, dass der Springer zwar rechtzeitig vor dem Boden gestoppt wird, aber eine möglichst lange Freifallphase hat. Sie hängt von zahlreichen Faktoren ab, vor allem von der Dehnbarkeit des Seils und dem Gewicht des Springers. Bei Sprüngen über einer Wasserfläche hat man auch die Option, in das Wasser einzutauchen.
Das Bungee-Seil ist immer gleich lang, allerdings ist am Ende noch ein Bergseil befestigt (zwei Stränge), mit dessen Hilfe berechnet werden kann, wie weit der Springer sich dem Boden nähern wird. Das sogenannte Vario-Seil wird mittels eines belegten Achterknotens und mit zusätzlich hintersichertem Mastwurf am Sprungkorb beziehungsweise an der Sprungrampe befestigt. So lassen sich die Länge oder die Fallstrecke verändern.
Nach Erreichen des tiefsten Punktes (Umkehrpunkt) wird der Springer vom Gummiseil wieder nach oben gezogen. Diese Phase nennt man auch Rebound. Vor allem der erste Rebound ist normalerweise so stark, dass der Springer noch einmal in eine Phase des freien Falles kommt.

## Variationsmöglichkeiten
Durch die steigende Popularität des Bungeespringens in den letzten Jahren haben sich stetig mehr Variationen entwickelt. So kann man zum Beispiel zu zweit einen sogenannten Tandem-Sprung machen. Selbst der Bungeesprung aus einem Helikopter ist möglich. Des Weiteren unterscheidet man auch verschiedene Befestigungsmöglichkeiten. Man kann mit Fußgeschirr oder Befestigung an der Hüfte springen. Hierbei hat man die Möglichkeit, in der Luft akrobatische Sprungvariationen zu machen, zum Beispiel Salti.
Rocket Bungee: Der Springer wird an einem am Boden liegenden Gewicht fixiert und das Bungeeseil vom Bungeekran gespannt. Durch einen Auslösemechanismus wird die Fixierung gelöst und der Springer schnellt empor. Um eine Kollision mit dem Bungeekorb (Gondel) zu verhindern, wird beim Spannen des Seils der Kran leicht geschwenkt. Dadurch bewirkt die Schwerkraft beim Hochschnellen einen ballistischen Flug und der Springer fliegt am Bungeekorb vorbei, je nach Körpergewicht und Seilspannung sogar darüber hinaus. Wie bei den ersten Rocket-Bungeesprüngen durchgeführt, reichen statt eines Gewichts auch vier bis fünf kräftige Personen aus, um den Springer am Boden zu halten.
Bei Sprüngen von einer Brücke bietet sich teilweise die Möglichkeit, ins Wasser einzutauchen.
Eine Variante des Bungeespringens ist der Sling-Shot (auch Bungee-Kugel genannt). Ein offenes Kugelgerüst, das zwischen Masten an vier Sprungseilen aufgehängt ist, wird nach oben katapultiert und schnellt wieder zurück. Dabei dreht sich die Kugel. In der Kugel befinden sich meist zwei Sitze mit Beckengurten und Sicherheitsbügeln über den Schultern der Insassen.

## Verletzungsgefahr und Richtlinien
Beim Bungeespringen bestehen einige Risiken für die Gesundheit und das Leben des Springers:
- Technisches Versagen (also Reißen des Seiles) ist die seltenste Ursache für Unfälle. Dabei wurde in den meisten Fällen ermittelt, dass die Ursache in einer falschen Lagerung, zu langem Gebrauch oder chemischen Einflüssen auf das Seil lag. Moderne Bungee-Seile haben deshalb zur Sicherheit einen Überdehnschutz, der parallel zum Gummiseil angebracht ist und der im Gegensatz zum Bungee-Seil aus Kunstfasern besteht. Sollte ein so ausgestattetes Seil reißen, ist allenfalls mit einem härteren Ruck zu rechnen, nicht aber mit dem Absturz des Springers. Seit Einführung des Bungeespringens als Sport sind weltweit weniger als zehn Seilrisse bekannt geworden (u. a. gab es einen tödlichen Unfall am Florianturm in Dortmund.[3])

- Fahrlässigkeit kann ebenfalls Unfälle verursachen. Durch ungenügend gesicherte Gurte oder nicht ordnungsgemäß verschlossene Karabinerhaken sind in einigen Fällen Sprünge sogar tödlich geendet.

## Medizinische Risiken
Medizinische Komplikationen können beim ersten Rebound nach dem Sprung auftreten, wenn der Springer wieder hoch geschleudert wird und die Möglichkeit einer Seilberührung besteht. Das Seil kann in solchen Fällen Abschürfungen, Prellungen oder Striemen verursachen. Vor allem das Gesicht und der Hals sind besonders empfindlich und müssen in dieser Phase des Sprunges durch vor das Gesicht gehaltene Unterarme geschützt werden. Diese Haltung verhindert auch, dass sich das Seil um den Hals schlingen und so zu gefährlichen oder gar tödlichen Verletzungen führen kann.
Eine Verletzungsgefahr besteht in manchen Fällen ebenfalls, wenn der Springer beim Einsetzen der Verzögerung durch das Seil nicht optimal senkrecht mit dem Kopf nach unten ausgerichtet ist. Es kann dann zu einer peitschenden Bewegung des Körpers und daraus folgenden Verletzungen der Wirbelsäule oder der Fußgelenke kommen.
Die Bremsverzögerung bei den in Europa zugelassenen Seilen beträgt zirka 2,5 g bis 3,5 g. Dadurch wirkt auf den Körper eine große Kraft in entgegengesetzter Richtung zur aufrechten Position ein, wodurch der Blutdruck im Kopf stark ansteigt. Dieser Effekt kann noch verstärkt werden, wenn der Springer gleichzeitig eine Pressatmung ausführt oder laut schreit. Das kann bei dafür veranlagten Personen zu Blutungen in den Augen oder im Kopf allgemein führen. In den meisten Fällen sind die Auswirkungen reversibel.
Durch die hohen Drücke, die beim Rebound entstehen, können insbesondere Sehstörungen auftreten, die meist vorübergehend sind, selten aber auch zu bleibenden Sehbehinderungen und sehr selten zur Blindheit führen können. Die erhöhten Drücke im Blutkreislauf können Einblutungen der Netzhaut auslösen. Darüber hinaus sind durch die Druckerhöhung im Zentralnervensystem vorübergehender Schwindel und Verwirrung beschrieben, sehr selten auch ein Schlaganfall und eine hohe Querschnittlähmung. Die Druckerhöhung löst gelegentlich auch Schwellungen oder kleine Kapillarblutungen (Purpura) besonders im Gesicht aus. Durch die massive Stress-Situation werden die Stresshormone stark vermehrt freigesetzt und dadurch indirekt auch das Immunsystem vorübergehend gehemmt.
Auf Bungeesprünge verzichten sollten Personen mit Neigung zu Bluthochdruck, Herz- und Kreislauferkrankungen, nach Schädelverletzungen, psychischen Erkrankungen, Epilepsie, Grünem Star, deformiertem Skelett, Herzschrittmacherträger, Thrombosepatienten, Marcumarpatienten, Schwangere, Alkoholisierte sowie Menschen mit Problemen an der Halswirbelsäule.
Senioren müssen vor dem Sprung oft ein ärztliches Attest über ihre körperliche Verfassung beim Veranstalter vorlegen. Jugendliche unter 18 Jahren benötigen eine Einverständniserklärung ihrer Eltern.

## Unfälle
- 13. Mai 2000: Ein 22-Jähriger kam beim Absprung aus einer Luftseilbahn beim Stechelberg (Schweiz) ums Leben, weil bei den Vorbereitungen die Seile möglicherweise verwechselt wurden und der Springer daraufhin mit dem zu langen Seil ungebremst auf dem Boden aufschlug.[4]
- 2000: Eine 22-jährige Frau zog sich beim Sprung vom Turm im Wiener Prater einen Armbruch und Prellungen zu, als sich nach zehn Metern die Sicherheitshalterung löste und sie auf ein Luftkissen fiel.[5]
- September 2002: Die Mitarbeiter eines Bungee-Sprungkranes an der Regattastrecke in Oberschleißheim benutzten das falsche Seil. Ein 22-Jähriger verletzte sich schwer, als er mit dem Gesicht voran auf dem Wasser aufkam.[6]
- 21. Juli 2003: Ein 31-Jähriger verunglückte tödlich, als beim Sprung vom Dortmunder Fernsehturm aus 150 m Höhe das Seil riss. Die Ursache bleibt ungeklärt, da das Verfahren eingestellt wurde;[7] die Staatsanwaltschaft ging von einem überalterten Seil aus, das Amtsgericht Dortmund schloss sich dieser These im Mai 2005 jedoch nicht an und lehnte die Eröffnung einer Hauptverhandlung wegen der unklaren Sachlage zunächst ab. Die Staatsanwaltschaft ließ daraufhin ein zweites Gutachten zur Unfallursache erstellen. Insbesondere dieses Gutachten veranlasste das Amtsgericht im September 2007 dazu, eine Hauptverhandlung anzustreben.[8] Außerdem ergab ein meteorologisches Gutachten, dass das Seil möglicherweise nicht hätte eingesetzt werden dürfen, da es hierfür am Unfalltag zu heiß war.[9] Der Prozess wegen Verdachts auf fahrlässige Tötung gegen den Sprunganlagenbetreiber sollte schließlich im Februar 2011 beginnen, das Verfahren wurde aber unter Zustimmung der Prozessbeteiligten eingestellt. Er zahlte 40.000 Euro an die Hinterbliebenen, spendete auf Wunsch der Eltern des Toten 15.000 Euro an ein Kinderhospiz und übernahm die bereits angefallenen Verfahrenskosten in Höhe von 35.000 Euro.[7] Die Konsequenz aus dem Unfall war, fortan Bungeeseile anders zu konstruieren. Das Kernfadenmaterial kann nun auf seiner ganzen Länge, einschließlich Kopfbereich mit Bobbing, eingesehen werden. Außerdem wurde ein Flachband als Dehnungsbegrenzer mit eingebaut. Dieses stoppt die Bungeeseildehnung im Falle einer falschen Körpergewichts-Seil-Auswahl.[10]
- 1. August 2005: Ein 20-jähriger Mann verunglückte bei einem Sprung an einem Bungeeseil im Wiener Prater schwer. Der Mann ließ sich zusammen mit einem Freund am Seil von einer 55 Meter hohen Plattform fallen. Beim Wiederhochschnellen wickelte sich das Seil um seinen Hals. Er erlitt schwere Verletzungen am Halswirbel und war bewusstlos. Sein Partner blieb unverletzt.[5]
- 30. Juli 2009: Einem Briten riss in Thailand das Seil beim Bungee-Sprung aus 50 m Höhe. Beim Aufprall auf dem Wasser trug er Leber-, Milz- und Lungenverletzungen davon.[11][12]
- 2. Mai 2009: Ein junger Mann und seine Freundin stürzten aus zwei Metern Höhe nach einem Tandem-Bungeesprung an der Oberschleißheimer Regattastrecke auf den Asphalt und wurden schwer verletzt, da das Seil zu früh vom Kran gelöst wurde.[6]
- 1. Januar 2012: Eine 22-jährige Australierin überlebte einen 111 m tiefen Sturz in den Sambesi-Fluss in Zimbabwe. Das Seil riss 25 Meter, bevor sie auf dem Wasser aufschlug. Sie überlebte mit relativ leichten Verletzungen wie Prellungen und Schürfwunden.[13]
- 15. September 2014: In Südkorea war ein Bungee-Seil nicht richtig befestigt. Der Springer landete im Wasser und überlebte ohne größere Verletzungen.[14]
- 2015: Die 17-jährige Niederländerin Vera Mol kam bei einem Bungee-Sprung von einer Autobahn-Brücke in Spanien ums Leben. Schuld war der missverstandene Ausruf „no jump“ des Sprungleiters, der von der Springerin als „now jump“ verstanden wurde. Das Sprungseil war noch nicht an der Brücke befestigt.[15]